# عروس دجله
عروس دجله فیلمی ایرانی به کارگردانی نصرت‌الله محتشم محصول سال ۱۳۳۳ است.

## خلاصه داستان
جعفر برمکی صدراعظم حکومت «هارون الرشید» و «عباسه» خواهر هارون الرشید که یکدیگر را دوست دارند، پنهانی با یکدیگر ازدواج می‌کنند. «زبیده» همسر هارون الرشید از این امر اطلاع حاصل کرده و سبب مرگ جعفر برمکی و دو فرزندش می‌شود.